# Georg Steinberger
Georg Steinberger (3 december 1865 – 3 april 1904) was een Duitse schrijver, evangelist en predikant. Zijn bekendste werk is Lam op de voet volgen (Der Weg dem Lamme nach).

## Zijn leven
Steinberger werd geboren als zoon van een arme boer in een dorp in de Beierse Alpen. Zijn moeder werkte als naaister. Georg werd op school enthousiast over de Heidenmissie omdat zijn leraar erover vertelde. Op 14-jarige leeftijd begon Georg aan een opleiding tot schoenmaker en nadat hij deze in 1883 had voltooid, begon hij aan loopbaan als zodanig. De jongeman, die in God geloofde maar volgens zijn persoonlijk getuigenis onbekeerd was, voelde echter geen echte vreugde in het leven, omdat hij gekweld werd door de discrepantie tussen de menselijke natuur, die ver van Christus af stond, en God, indachtig het Bijbelvers: “De wereld vergaat met haar begeerte, maar wie de wil van God doet, blijft in eeuwigheid!”.
Na twee jaar militaire dienst vestigde Steinberger zich uiteindelijk in Ludwigshafen am Rhein. Hier werkte hij naast zijn eigenlijke baan als helper bij de stadszending.
Hij schreef over zichzelf: “Tot mijn 22e had ik nooit het geluk om een bekeerd, biddend persoon te ontmoeten. Noch in ons huis, noch in de huizen waar ik anders aanwezig was, had ik ooit een huisgebed bijgewoond of een oprecht gebed tot God gehoord. Toen ik voor de derde keer in mijn 22e jaar de aantrekkingskracht van de hemelse Vader in mij voelde, verbleef ik in een café, maar ik ging het café nooit binnen omdat ik op zoek was naar iets anders. Ik had dorst naar God en om deze honger te stillen zocht ik de bron op. Een van deze bronnen heette 'Wet' en de andere heette 'Barmhartigheid'. Omdat ik me de woorden van Jezus Christus bleef herinneren: Een mens moet rekenschap afleggen voor elk ijdel woord dat hij gesproken heeft, maakte ik er mijn wet van om alleen te spreken wat echt nodig was. Maar omdat dit me niet gelukkiger maakte, maar steeds ongelukkiger en somberder, zocht ik naar een ander water om dit bittere te verzoeten. Dit werd 'barmhartigheid' genoemd en vanaf dat moment werd ik gedreven door de woorden van Jezus Christus: Wie barmhartigheid toont, zal barmhartigheid ontvangen.
Een bezoek aan een oude weduwe die hem vertelde over de gezegende dood van haar man was uiteindelijk de reden dat Steinberger - zoals hij zei - een persoonlijke relatie met Christus vond en daarmee zekerheid op verlossing . Hij vertelde dat hij vervolgens honderden openbaringen van God had meegemaakt waarin God als het ware in zijn leven ingreep. Wat het praktische leven betreft, had onder meer een biografie van weeshuisvader Georg Müller een blijvende invloed op hem. Hoewel hij zelf krap bij kas zat schonk Steinberger gul aan mensen in nood en kreeg in dit opzicht verbazingwekkende antwoorden op gebeden.
Op aandringen van zijn vrienden in Ludwigshafen meldde Steinberger zich ondanks ontoereikende academische vereisten aan bij de Bijbelschool in St. Chrischona bij Bazel en tot zijn eigen verbazing werd hij daar toegelaten om te studeren, wat hij vervolgens met grote toewijding voltooide. Vooruitgang maken in het volgen van Jezus en ‘het verkondigen van de boodschap van Almachtige God’ waren nu zijn enige doelen in het leven.
In augustus 1895 werd hij officieel gewijd voor pastoraal werk, dat hij aanvankelijk in het kanton Schaffhausen deed. Hier evangeliseerde hij en deed hij pastoraal werk, maar hij ondersteunde ook de lokale bevolking door een praktische handje te helpen bij het werk op de boerderij. In deze tijd schreef hij ook zijn eerste traktaten.
In 1898 werd Steinberger naar Thüringen geroepen, waar hij ongeveer een jaar lang evangeliseerde. Hij maakte zich vooral zorgen over de hulpelozen en wanhopigen, de ‘stiefkinderen van het geluk’, zoals hij het uitdrukte. In deze context was hij ook van plan een rust- en herstelhuis te bouwen, een project dat na zijn vertrek werd gerealiseerd.
In 1899 ging Steinberger weer naar Zwitserland, waar hij als pastoor werd opgeroepen voor het gesticht Rämismühle, een tehuis voor hulpbehoevenden in de buurt van Zürich (tegenwoordig een bejaarden- en verzorgingstehuis), waar hij vijf jaar werkte. In de herfst van 1903 begon echter een langzaam voortschrijdende dodelijke ziekte, waardoor hij uiteindelijk aan zijn bed gekluisterd raakte. Toen Steinberger zijn einde voelde naderen, legde hij de details van zijn begrafenis vast: “Ik vraag dat er geen toespraak wordt gehouden in de kapel, alleen dat het lied Wie wird mir sein (Hoe zal het zijn, geschreven door Friedrich Gottlieb Klopstock) wordt gezongen. Daarna vraag ik om mijn favoriete psalm (Psalm 84) te lezen en te bidden. Op de begraafplaats moet dan "Ich bete an die Macht der Liebe" (Ik bid tot de kracht van de liefde geschreven door Gerhard Tersteegen) worden gezongen, de tekst uit Openbaring 7:13-17 worden gelezen en aan het eind het vers Preis sei dem hohen Jesusnamen Lof zij de hoge naam van Jezus worden gezongen.”
Steinberger overleed op paasochtend in 1904.

## Steinbergers uitspraken
“Ik bewaar een woord van God vaak wekenlang in mijn hart voordat ik in slaap val of wanneer ik niet in slaap kan vallen. Zo begrijp ik het woord en ben ik bereid om te spreken.”
“Als je mij zou vragen welk woord uit de Bijbel ik het vaakst en duidelijkst heb ervaren, zou ik zeggen: 'Bid, en het zal je gegeven worden.' – De beste bankbiljetten zijn de bankbetuigingen van de arme mensen. Gezegend is hij die er velen heeft.”
‘Veel van Gods kinderen doen er alles aan om innerlijk te groeien; maar echte groei wordt alleen bevorderd door naar Jezus op te kijken, net zoals de plantenwereld het beste gedijt als ze wordt verlicht door de zon.”

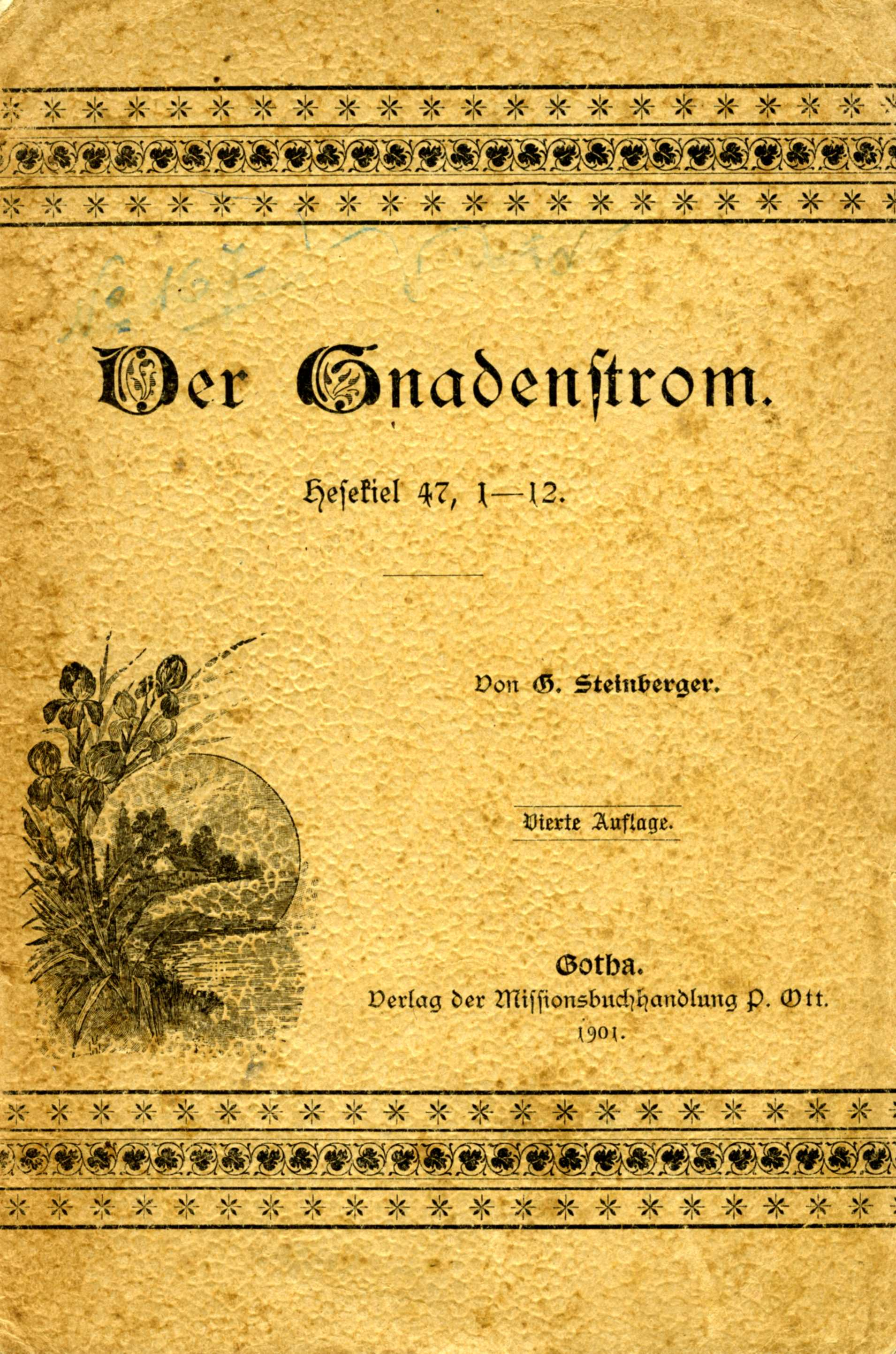
1901

## Invloed
Veel van Steinbergers boeken kenden een hoge oplage en werden in verschillende talen vertaald, waaronder Engels, Frans, Noors en Fins. In totaal werden honderdduizenden exemplaren van zijn geschriften gedrukt.
Aksel Smith, een van de medeoprichters van de huidige Brunstad Christian Church (BCC), werd door hem geïnspireerd, en zijn broer Johan Oscar Smith liet een van Steinbergers geschriften in het Noors afdrukken in zijn tijdschrift Skjulte Skatter (Verborgen Schatten) Steinberger's geschriften waren ook de reden voor Fritz Binde's bekering en daaropvolgende opleiding tot evangelist.
Steinbergers belangrijkste werk, het Lam volgen op de voet (Der Weg dem Lamme nach), werd aanbevolen door de evangelisten Ole Hallesby (1879-1961) en Leonard Ravenhill (1907-1994). In 1915 schreef Hallesby in het voorwoord van de eerste Engelse editie: “Ik ken geen enkel devotioneel boek dat ik zo vaak heb gelezen. Het is in ongewone mate gevuld met woorden van eeuwig leven. Door vele jaren van bitter lijden leerde de auteur de Verlosser te zien als het Lam van God en de weg te gaan achter het Lam zelf aan."
- Bibsys: 90274964
- Bibliothèque nationale de France: cb17096693x (data)
- Gemeinsame Normdatei: 107524031
- International Standard Name Identifier: 0000 0000 7375 3450
- Library of Congress Control Number: n79062740
- Nationale Bibliotheek van Israël: 987007426675205171
- Nederlandse Thesaurus van Auteursnamen: 15718112X
- Istituto Centrale per il Catalogo Unico: CUBV150021
- Système universitaire de documentation: 242916430
- Virtual International Authority File: 69450798
- WorldCat: E39PBJdmfKbgBh9Mk4MwVgFHYP